# Prix Gémeaux de la meilleure émission de reportage
Le prix Gémeaux de la meilleure émission de reportage est une récompense télévisuelle remise par l'Académie canadienne du cinéma et de la télévision en 1988, 1989, 1991 et 2004.

## Palmarès
- 1988 - Iran et Irak (Le Téléjournal)
- 1988 - La Protection des enfants maltraités
- 1989 - La Pologne (Le Point)
- 1991 - La Guerre du golfe Persique
- 2004 - Les Hôpitaux qui tuent (Enjeux)